# بمباران استراحتگاه گردشگری زاخو
در روز ۲۰ ژوئیه ۲۰۲۲ استراحتگاه گردشگری باراخ در شهرستان زاخو اقلیم کردستان عراق در جریان عملیات پنجه قفل با چهار پنج بار حمله توپخانه‌ای گلوله‌باران شد در این حمله حداقل نه شهروند غیرنظامی شامل دو کودک کشته و بیش از ۲۲ تن مجروح شده‌اند بیشتر قربانیان از گردشگری عرب عراقی بوده‌اند